# Pierre Buser
Pierre Buser (* 19. August 1921 in Straßburg; † 29. Dezember 2013 in Paris) war ein französischer Neurobiologe.
Er studierte an der École normale supérieure (Promotion 1941). Er war 1945 Agrégé de Sciences Naturelles und Professor an der Faculté des Sciences de Paris, wo er von 1984 bis 1991 das von ihm gegründete Institut für Neurowissenschaften des CNRS in Jussieu leitete. Ab 1992 war er emeritierter Professor an der Universität Pierre und Marie Curie.
Ab 1988 war er Mitglied der Académie des sciences.
Auszeichnungen: Pourat-Preis (1958), Le Conte-Preis (1975) der Académie des sciences, Robert-Bing-Preis der Schweizerischen Akademie der Medizinischen Wissenschaften (1960), Internationaler Preis der Fyssen-Stiftung (1985)
2013 wurde ihm der Verdienstorden "Commandeur de l’ordre national du Mérite" verliehen.

## Publikationen
- Neurophysiologie, Paris, Gallimard, coll. "La Pléiade", 1966.
- Neurophysiologie fonctionnelle, mit Michel Imbert, Paris, Hermann, 1975.
- Psychophysiologie sensorielle, mit Michel Imbert, Paris, Hermann, 1982.
- Audition, mit Michel Imbert, Hermann, 1987, MIT Press.
- Vision, mit Michel Imbert, Hermann, 1987, MIT Press.
- Neurobiologie, mit Michel Imbert, Paris, Hermann, 1992.
- Commandes et régulation neurovégétatives, mit Michel Imbert, Paris, Hermann, 1993.
- Cerveau de soi, Cerveau de l’autre, Paris, Éditions Odile Jacob, 1998.
- Cerveau, Information et Connaissance, mit Remy Lestienne, Paris, Éditions du CNRS, 2001.
- L’Inconscient aux mille visages, Paris, Odile Jacob, 2005.
- Le Temps, instant et durée – De la philosophie aux neurosciences, mit Claude Debru, Paris, Odile Jacob, 2011.
- Neurophilosophie de l'esprit. Ces neurones qui voudraient expliquer le mental, Paris, Odile Jacob, 2013.